# Episodi de Il Santo (prima stagione)
La prima stagione della serie televisiva Il Santo è andata originariamente in onda in Gran Bretagna dal 4 ottobre al 20 dicembre 1962 sul network ITV, per un totale di 12 episodi.
| nº | Titolo originale        | Titolo italiano           | Prima TV USA     | Prima TV Italia |
| -- | ----------------------- | ------------------------- | ---------------- | --------------- |
| 1  | The Talented Husband    | Un marito talentuoso      | 4 ottobre 1962   |                 |
| 2  | The Latin Touch         | Astuzia latina            | 11 ottobre 1962  |                 |
| 3  | The Careful Terrorist   | L'incauto terrorista      | 18 ottobre 1962  |                 |
| 4  | The Covetous Headsman   | Il delatore               | 25 ottobre 1962  |                 |
| 5  | The Loaded Tourist      | Un turista pericoloso     | 1º novembre 1962 |                 |
| 6  | The Pearls of Peace     | Il cercatore di perle     | 8 novembre 1962  |                 |
| 7  | The Arrow of God        | La freccia mortale        | 15 novembre 1962 |                 |
| 8  | The Element of Doubt    | Elemento di dubbio        | 22 novembre 1962 |                 |
| 9  | The Effete Angler       | Contrabbando alle Bahamas | 29 novembre 1962 |                 |
| 10 | The Golden Journey      | Il viaggio                | 6 dicembre 1962  |                 |
| 11 | The Man Who Was Lucky   | Testimone per l'accusa    | 13 dicembre 1962 |                 |
| 12 | The Charitable Countess | Una contessa caritatevole | 20 dicembre 1962 |                 |

## Un marito talentuoso
- Titolo originale: The Talented Husband
- Diretto da: Michael Truman
- Scritto da: Jack Sanders

### Trama
Simon Templar sospetta che il marito di una sua amica, un incapace imprenditore teatrale, l'abbia presa in moglie solo per la sua dote e che intenda ucciderla, visto che sono morte in circostanze sospette anche le precedenti due ricche mogli. Lo aiuta un'affascinante agente di una assicurazione.
- Altri interpreti: Derek Farr, Shirley Eaton, Patricia Roc

## Astuzia latina
- Titolo originale: The Latin Touch
- Diretto da: John Gilling
- Scritto da: Gerald Kelsey e Dick Sharples

### Trama
Un padrino della mafia di New York rapisce la figlia di un governatore americano per liberare suo fratello condannato alla sedia elettrica.
- Altri interpreti: Warren Mitchell (Marco)

## L'incauto terrorista
- Titolo originale: The Careful Terrorist
- Diretto da: John Ainsworth
- Scritto da: Gerald Kelsey e Dick Sharples

### Trama
Simon Templar vendica la morte di Lester Loyd, un giornalista d'assalto fatto uccidere in un attentato da un losco sindacalista. La bomba messa in casa del Santo, verrà da questi trovata e piazzata a casa del mafioso, che attiverà incautamente l'ordigno.
- Altri interpreti: David Kossoff (Herman Uberlasch), Alan Gifford (Ispettore Fernack), Percy Herbert

## Il delatore
- Titolo originale: The Covetous Headsman
- Diretto da: Michael Truman
- Scritto da:: John Roddick

### Trama
Simon Templar aiuta una ragazza americana a capire perché il fratello, che abitava a Parigi, sia stato ucciso appena prima di rincontrarla e solo per sottrargli un ciondolo di poco valore. La chiave del mistero si cela nella Resistenza francese.
- Altri interpreti: Barbara Shelley

## Un turista pericoloso
- Titolo originale: The Loaded Tourist
- Diretto da: Jeremy Summers
- Scritto da: Richard Harris

### Trama
Simon Templar aiuta un giovane ragazzo italiano a capire perché, durante un viaggio in Svizzera, suo padre sia stato ucciso in una rapina e la sua matrigna si comporti in maniera ambigua.
- Altri interpreti: Barbara Bates

## Il cercatore di perle
- Titolo originale: The Pearls of Peace
- Diretto da: David Greene
- Scritto da: Richard Harris

### Trama
Tre anni prima due amici americani sono scomparsi con 11 mila dollari, raccolti per scovare un allevamento di perle. Dopo tre anni, uno dei due si fa vivo con Simon Templar, scrivendogli dal Messico e implorando il suo aiuto.
- Altri interpreti: Dina Paisner (Consuelo), Bob Kanter (Brad Ryan), Erica Rogers (Joss Hendry).

## La freccia mortale
- Titolo originale: The Arrow of God
- Diretto da: Paddy Carstairs
- Scritto da: Julian Bond

### Trama
Mentre è in vacanza a Nassau, il Santo è invitato per un weekend a villa Wexall. I padroni di casa, i Wexall, sono sull'orlo della separazione, e nella villa è stato invitato un influente giornalista mondano, il quale sparge veleno su tutti gli invitati, che sembrano tutti avere un segreto da nascondere.
- Altri interpreti: Anthony Dawson (Floyd Vosper), Gordon Tanner (Gresson), Honor Blackman (Pauline Stone)

## Elemento di dubbio
- Titolo originale: The Element of Doubt
- Diretto da: John Ainsworth
- Scritto da: Norman Borisoff

### Trama
Il Santo è a New York. Rovescerà le sorti di un processo dove un mafioso stava per riuscire a farla franca.
- Altri interpreti: Alan Gifford (Ispettore Fernack), David Bauer (Carlton Rood), Bill Nagy (Sholto), John Bloomfield (Cancelliere), Sarah Brackett (Infermiera), John Cleese (giurato)

## Contrabbando alle Bahamas
ù* Titolo originale: The Effete Angler
- Diretto da: Anthony Bushell
- Scritto da: Norman Borisoff

### Trama
Simon Templar è in vacanza a Miami dove incontra una donna sposata con un ricco uomo d'affari, più grande di lei, e con il quale dice di condurre una vita noiosa a Montecarlo. Tra loro nasce una storia d'amore e la giovane donna prega Simon di rapirla e di andare con lei a Nassau in barca con la complicità del capitano di una barca da pesca per turisti. Il Santo rifiuta perché intuisce che lei non è sincera, per poi essere vittima di un tentativo di omicidio. In realtà, la donna, suo marito, il suo scagnozzo e il capitano sono invischiati nel traffico di gioielli, che nascondono nelle viscere dei pesci, per poi sfruttare ignari gruppi di pescatori per il trasporto.
- Altri interpreti: Jack Gwillim, Shirley Eaton, Paolo Stassino (Vincento Innutio)

## Il viaggio
- Titolo originale: The Golden Journey
- Diretto da: Robert S. Baker
- Scritto da: Lewis Davidson

### Trama
Simon Templar marcia per 100 chilometri a piedi all'interno della Spagna. Lo accompagna una capricciosa ereditiera, che alla fine del viaggio capirà i veri valori della vita.
- Altri interpreti: Erica Rogers (Belinda)

## Testimone per l'accusa
- Titolo originale: The Man Who Was Lucky
- Diretto da: John Gilling
- Scritto da: John Gilling

### Trama
Simon Templar si prodiga per incastrare un malavitoso che ha ucciso un commerciante per questioni di pizzo, nonostante il malvivente abbia i suoi scagnozzi come testimoni che lo scagionano.
- Altri interpreti: Campbell Singer (Ispettore Teal), Delphi Lawrence (Cora), Eddie Byrne (Joe "Lucky" Luckner), Vera Day (Jane Mayo)

## Una contessa caritatevole
- Titolo originale: The Charitable Countess
- Diretto da: Jeremy Summers
- Scritto da: Gerald Kelsey e Dick Sharples

### Trama
Simon Templar è a Roma. Aiuterà una banda di bambini di strada a ottenere aiuto economico per il tramite di una contessa molto poco onesta.
- Altri interpreti: Patricia Donahue (Kristine, contessa Rovagna), Nigel Davenport (Aldo Petri), Warren Mitchell (Marco), Philip Needs (Franco)